# Corey Dickerson
Pour les articles homonymes, voir Dickerson.
McKenzie Corey Dickerson (né le 22 mai 1989 à McComb, Mississippi, États-Unis) est un voltigeur et frappeur désigné des Rays de Tampa Bay de la Ligue majeure de baseball.

## Carrière

### Rockies du Colorado

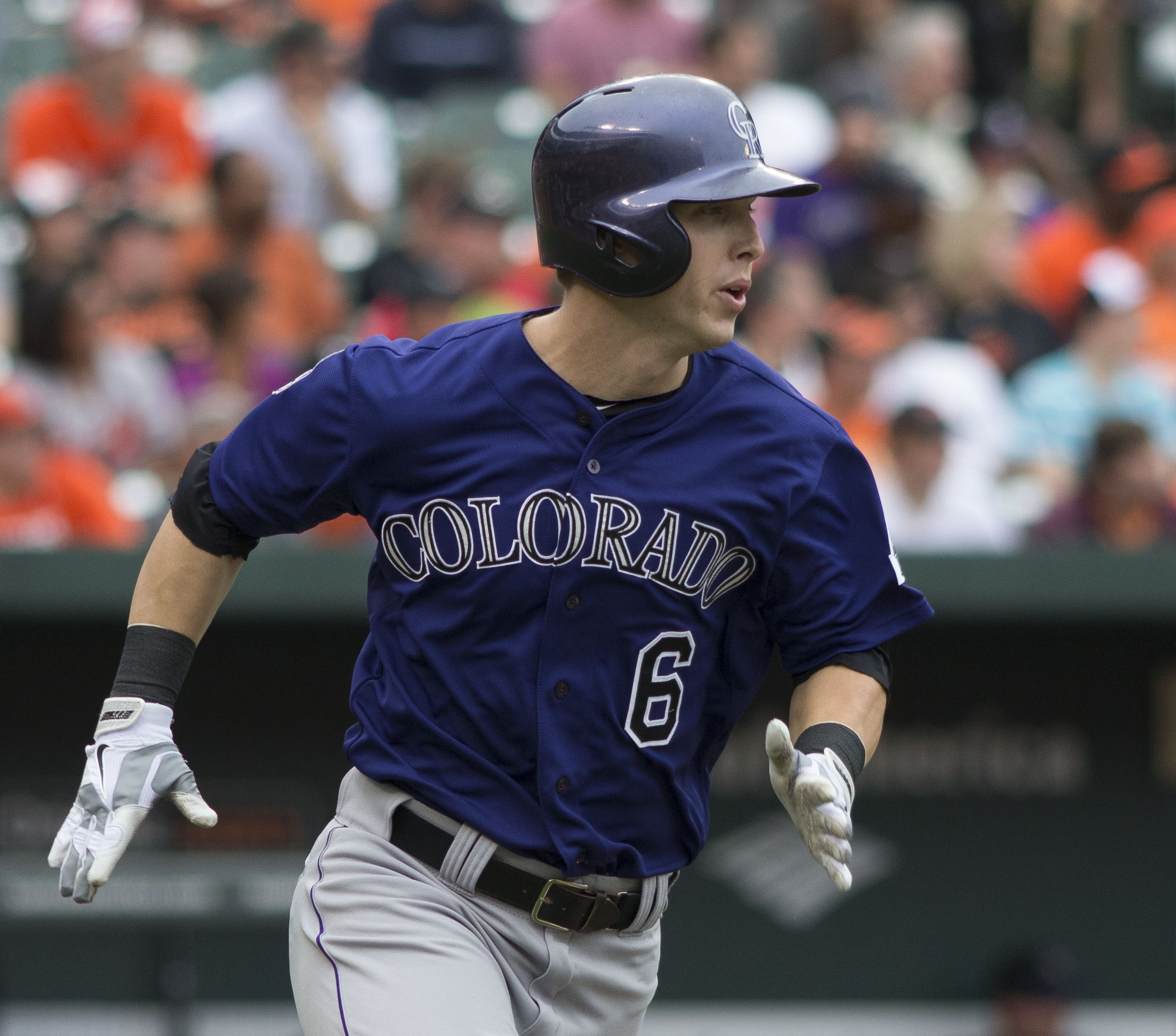
Corey Dickerson en 2013 avec les Rockies du Colorado.

Corey Dickerson est repêché en 8e ronde par les Rockies du Colorado en 2010. Il fait ses débuts dans le baseball majeur avec Colorado le 22 juin 2013, obtenant comme premier coup sûr un double aux dépens du lanceur Dan Haren des Nationals de Washington à son premier passage au bâton.
Il mène les Rockies en 2014 avec 24 circuits et est deuxième de l'équipe derrière Justin Morneau avec 76 points produits et une moyenne au bâton de ,312. Il termine l'année 136 coups sûrs et 76 points produits en 131 parties jouées.
Il enchaîne avec une saison 2015 où il frappe pour ,304 de moyenne au bâton en 65 matchs. Son temps de jeu est limité d'abord par une aponévrosite plantaire en début de saison, puis par deux côtes cassées en plongeant pour attraper une balle fin juillet dans un match contre Saint-Louis.
En trois saisons au Colorado, il joue 265 matchs et frappe pour ,299 de moyenne au bâton avec 39 circuits, 124 points produits et une moyenne de présence sur les buts de ,345.

### Rays de Tampa Bay
Le 28 janvier 2016, les Rockies échangent Dickerson et le joueur de troisième but des ligues mineures Kevin Padlo aux Rockies du Colorado contre le lanceur de relève gaucher Jake McGee et le lanceur droitier des mineures German Marquez.